# The Postal Service
The Postal Service – amerykański duet indiepopowy, założony w 2001, w skład którego wchodzili wokalista Ben Gibbard (z Death Cab for Cutie) i producent Jimmy Tamborello.
Pierwszy album grupy został wydany w 2003 za pośrednictwem wytwórni Sub Pop.

## Dyskografia

### Albumy studyjne
| Rok  | Szczegóły dot. albumu                                       | Pozycje na listach | Pozycje na listach | Pozycje na listach | Pozycje na listach |
| Rok  | Szczegóły dot. albumu                                       | US                 | US Elec            | US Heat            | US Indie           |
| ---- | ----------------------------------------------------------- | ------------------ | ------------------ | ------------------ | ------------------ |
| 2003 | Give Up - Data wydania: 18 lutego 2003 - Wytwórnia: Sub Pop | 114                | 1                  | 1                  | 3                  |

### Single
| 2003                                                    | „Such Great Heights”                | —  | — | — | Give Up |
| 2003                                                    | „The District Sleeps Alone Tonight” | —  | 3 | — | Give Up |
| 2005                                                    | „We Will Become Silhouettes”        | 82 | 1 | 7 | Give Up |
| „–” oznacza, że album nie był notowany na danej liście. |                                     |    |   |   |         |

### Inne utwory
- Ego Tripping at the Gates of Hell EP (2003) – The Flaming Lips
  - „Do You Realize?? (The Postal Service Remix)” – 4:02[3]
- Split 7” with Coldplay and The Heavenly States (2003) – DIW (Devil In The Woods) Magazine 5.1 DIW #58, Edition of 713
  - „Against All Odds” – 3:50 (cover utworu Phila Collinsa)
- Wicker Park: Soundtrack Album (2004)
  - „Against All Odds” – 3:50 (cover utworu Phila Collinsa)[4]
- „New Resolution” (2004) – Azure Ray
  - „New Resolution (TPS Mix)” – 3:02[5]
- Verve Remixed, Vol. 3 (2005)
  - „Little Girl Blue (Postal Service Mix)” – 5:18[6]
- Open Season (2006) – Feist
  - „Mushaboom (Postal Service Remix)” – 3:34[7]
- I'm Free (Remixes) EP (2006) – The Rolling Stones
  - „I'm Free (Postal Service Remix)” – 2:27
- Instant Karma: The Amnesty International Campaign to Save Darfur (2007)
  - „Grow Old With Me” – 2:35 (cover utworu Johna Lennona)[8]
- I'm a Realist EP (2008) – The Cribs
  - „I'm a Realist (The Postal Service Remix)” – 3:03[9]